# Sweeney Todd: The Demon Barber of Fleet Street (1936)
Sweeney Todd: The Demon Barber of Fleet Street is een Britse horrorfilm uit 1936. Het was de eerste geluidsfilm die ooit rondom het personage Sweeney Todd gemaakt was, maar was niet zo succesvol in de bioscoop. De film was al verkrijgbaar in het publiek domein maar werd toen niet veel gekocht en gedownload. Pas toen de Tim Burtons Sweeney Todd: The Demon Barber of Fleet Street verscheen werd de film weer massaal bekeken en heeft hij een cultstatus.

## Rolverdeling
| Acteur           | Personage        |
| ---------------- | ---------------- |
| Tod Slaughter    | Sweeney Todd     |
| Stella Rho       | Mrs. Lovatt      |
| John Singer      | Tobias Ragg      |
| Eve Lister       | Johanna Oakley   |
| Bruce Seton      | Mark Ingerstreet |
| D. J. Williams   | Stephen Oakley   |
| Davina Craig     | Nan              |
| Jerry Verno      | Pearley          |
| Graham Soutten   | Ben Souten       |
| Billy Holland    | Mr. Parsons      |
| Norman Pierce    | Mr. Findlay      |
| Aubrey Mallalieu | Trader Paterson  |